# Pleurodeles
Pleurodeles es un género de anfibios caudados de la familia Salamandridae que incluye tres especies distribuidas en la península ibérica y Norte de África, entre ellas el gallipato.

## Especies
- Pleurodeles nebulosus - Norte de Argelia, oeste de Tunicia[1]
- Pleurodeles poireti - Argelia[2]
- Pleurodeles waltl - península ibérica, Marruecos[3]